# ルネ・アリオ
ルネ・アリオ（René Allio, 1924年8月3日 マルセイユ - 1995年3月27日 パリ）は、フランスの映画監督、脚本家である。

## 来歴・人物
1924年8月3日、フランスのブーシュ＝デュ＝ローヌ県マルセイユに生まれる。
アリオは、文学を修めたあとで舞台装飾としてデビューした。1950年代のなかばに、ローヌ県ヴィルールバンヌのラ・シテ劇場ではじめてセノグラフィを演出し、つづいてコメディ・フランセーズ、オペラ座、フランス国立民衆劇場、そしてトレトー・ド・フランスでは演出家ジャン・ダネのために初めて舞台の場面を考えた。ミラノのスカラ座やロンドンのロイヤル・シェイクスピア・カンパニーといったヨーロッパの演劇のシーンにも入り込んだ。セーヌ＝サン＝ドニ県オーベルヴィリエの新劇場、リヨンの文化会館、チュニジアのハンマメットの劇場、パリの市立劇場といった新しい劇場のコンセプトも提供した。
1962年、短篇映画『ラ・ムール La Meule』で監督としてデビューしているが、それは、1965年の最初の長篇映画『老婆らしからぬ老婆 La Vieille dame indigne』での大成功を獲得する前であった。このデビュー長篇は、彼のマルセイユのルーツを新しくすることを可能にした。同作はいくつもの賞を受賞し、即座に次回作『L'Une et l'autre』（1967年）をはじめとする一連の有名な作品の実現を可能にした。『Les Camisards』（1972年）、『Rude journée pour la reine』（1973年）、『マルセイユへの帰還 Retour à Marseille』（1980年）といった作品を、1991年の『Transit』と30人の監督によるオムニバス『忘却に抗って - 命のための30通の手紙』とをもって、映画的キャリアを閉じるまでに手がけた。
1995年3月27日、パリで死去。70歳没。女優のマルカ・リボヴスカ、クリスティーヌ・ロランとつづけて結婚した。

## フィルモグラフィ
すべて監督・脚本
- ラ・ムール La Meule　短篇　1962年　出演ジャン・ブイーズ、アンリ・セール、マルカ・リボヴスカ
- 老婆らしからぬ老婆 La Vieille dame indigne　1965年　出演シルヴィ、マルカ・リボヴスカ
- L'Une et l'autre　1967年　出演フィリップ・ノワレ、クロード・ドーファン、マルカ・リボヴスカ
- ピエールとポール Pierre et Paul　1969年　出演ビュル・オジェ、ピエール・モンディ
- Les Camisards　1972年　出演ドミニク・ラブリエ、フランソワ・マルトゥレ
- Rude journée pour la reine　1973年　出演シモーヌ・シニョレ、オラーヌ・ドマジス
- Moi, Pierre Rivière, ayant égorgé ma mère, ma sœur et mon frère...　1976年　共同脚本パスカル・ボニゼール、セルジュ・トゥビアナ、原作ミシェル・フーコー、助監督ニコラ・フィリベール、出演クロード・エベール、ジャクリーヌ・ミリエール
- Retour à Marseille　1980年　出演ラフ・ヴァローネ、アンドレア・フェレオル
- 恍惚のとき L'Heure exquise　中篇　1981年　監督・出演　製作総指揮ニコラ・フィリベール、出演シリル・コラール
- Le Matelot 512　1984年　出演ドミニク・サンダ、ブリュノ・クレメール
- Transit　1991年　出演リュディガー・フォグラー、マルカ・リボヴスカ
- Pour Vythialingam Skandarajah, Royaume Uni

忘却に抗って - 命のための30通の手紙 Contre l'oubli　オムニバス　1991年

## 関連事項
- フランス国立民衆劇場（Théâtre national populaire）
- トレトー・ド・フランス（Tréteaux de France）
- ジャン・ダネ（Jean Danet）
- ハマメット（Hammamet）
- パリ市立劇場（Théâtre de la Ville）
- マルカ・リボヴスカ（Malka Ribowska）
- クリスティーヌ・ロラン（Christine Laurent）
- ジャン・ブイーズ（Jean Bouise）
- アンリ・セール（Henri Serre）
- シルヴィ（Sylvie (Louise Sylvain)）
- クロード・ドーファン（Claude Dauphin (acteur)）
- ビュル・オジェ（Bulle Ogier）
- ピエール・モンディ（Pierre Mondy）
- ドミニク・ラブリエ（Dominique Labourier）
- フランソワ・マルトゥレ（François Marthouret）
- オラーヌ・ドマジス（Orane Demazis）
- アンドレア・フェレオル（Andréa Ferréol）
- シリル・コラール（Cyril Collard）
- ブリュノ・クレメール（Bruno Cremer）
- リュディガー・フォグラー（Rüdiger Vogler）